# 松永浩典
松永浩典（日语：／ Matsunaga Hironori、1984年2月24日—），是日本的棒球選手之一，綽號「杉內二世」，曾效力於日本職棒埼玉西武獅隊，守備位置為投手。

## 生平
畢業於長崎縣的海星高等學校，並於2000年的秋季九州大會中闖進四強，2001年春季甲子園大賽中，首場比賽便面對到強權仙台育英高等學校，最終在10局的延長賽中以3：4敗下陣來，最後仙台育英高等學校也拿下了大會的亞軍，高校畢業後，到業餘的三菱重工長崎隊打球，並穿上當時轉往職棒發展的杉內俊哉的背號「18」，因此有著「杉內二世」的稱號，一開始因為身材苗條，球速大約在130公里左右，經過訓練後，球速也提升至145公里，不過在2005年，曾因為肩膀受傷一度想轉往外野手發展，但最後在教練的鼓勵下放棄，繼續在投手丘上投球，並在同年於日本棒球聯盟主辦的岡山大會、九州大會上都獲得冠軍，最後在2005年的選秀會上被西武獅隊以希望入團制優先指名，從此開啟職棒生涯。
2006年，該季登板11場比賽，3勝4敗，其中有一場完投，並獲得二軍優秀球員的榮譽。
2007年，因為隊上的左投手帆足和幸受傷，因而備受期待能頂替他的位置，但因為控球不穩定，所以該季只出賽7場比賽，2勝1敗，防禦率2.45。
2008年，和交往九年的女友結婚，雖然在二軍達到規定投球局數，但一軍卻無任何一場出賽，季後入選日本大賽40人名單。
2012年，擔任主要中繼投手，並出賽56場比賽，有12次中繼成功，防禦率3.54。
2013年，因左肩受傷而動手術，至2014年都沒有一軍出賽紀錄，2014年季末遭到釋出。

## 職棒生涯成績
| 年度 | 球隊       | 出賽 | 先發 | 勝投 | 敗投 | 中繼 | 救援 | 完投 | 完封 | 四死 | 三振 | 責失 | 局數  | 自責分率 | 被上壘率 |
| ---- | ---------- | ---- | ---- | ---- | ---- | ---- | ---- | ---- | ---- | ---- | ---- | ---- | ----- | -------- | -------- |
| 2006 | 西武獅     | 11   | 9    | 3    | 4    | 0    | 0    | 1    | 0    | 19   | 46   | 24   | 51.1  | 4.21     | 1.29     |
| 2007 | 西武獅     | 7    | 6    | 2    | 1    | 0    | 0    | 0    | 0    | 19   | 14   | 8    | 29.1  | 2.45     | 1.50     |
| 2009 | 埼玉西武獅 | 18   | 0    | 1    | 1    | 1    | 1    | 0    | 0    | 15   | 15   | 12   | 21.1  | 5.06     | 1.55     |
| 2010 | 埼玉西武獅 | 6    | 0    | 0    | 1    | 0    | 0    | 0    | 0    | 3    | 1    | 0    | 3.2   | 0.00     | 2.22     |
| 2011 | 埼玉西武獅 | 26   | 0    | 1    | 0    | 1    | 0    | 0    | 0    | 3    | 11   | 3    | 21.0  | 1.29     | 0.95     |
| 2012 | 埼玉西武獅 | 56   | 0    | 2    | 1    | 12   | 0    | 0    | 0    | 7    | 31   | 16   | 40.2  | 3.54     | 1.25     |
| 合計 | 6年        | 124  | 15   | 9    | 8    | 14   | 1    | 1    | 0    | 66   | 118  | 63   | 167.1 | 3.39     | 1.33     |

## 外部連結
- 松永浩典在日本職棒（英语）
- 松永浩典在Baseball-Reference.com（小聯盟以及海外聯盟）（英语）
- 松永浩典在The Baseball Cube（英语）